# مایچل (بازیکن فوتبال، زاده ۱۹۸۵)
مایچل (انگلیسی: Míchel؛ زادهٔ ۸ نوامبر ۱۹۸۵) بازیکن فوتبال اهل اسپانیا است.
از باشگاه‌هایی که در آن بازی کرده‌است می‌توان به باشگاه ورزشی رئال مایورکا، باشگاه فوتبال رئال اویدو، باشگاه فوتبال اسپورتینگ خیخون، باشگاه فوتبال قره‌باغ، باشگاه فوتبال آ. ا. ک آتن، باشگاه فوتبال بیرمنگام سیتی، باشگاه فوتبال ختافه، و باشگاه فوتبال مکابی حیفا اشاره کرد.